# Bergenshuizen
Bergenshuizen is een buurtschap  en een wijk die binnen de gemeente Vught ligt. Bergenshuizen telde in 2005 250 inwoners en bestaat vooral uit boerderijen.
Ten zuiden van Bergenshuizen ligt Esch en ten noorden liggen de Vughtse wijken Vijverhof, Loveren, Vughtse Hoeven en De Baarzen.
In Bergenshuizen bestond de Sint-Augustinuskapel. Deze werd in 1758 afgebroken.

## Natuur en landschap
Ten zuiden van Bergenshuizen ligt het Gat van Hooijman of Hooijmannengat, een voormalige zandwinningsplas (sommigen noemen dit ten onrechte het kraaiengat, dat is aan de kraaiengatweg een eindje ten noorden). Vroeger was dit een heuvel, volgens de oude bewoners De Wittenberg genoemd. Dit is dus een verklaring voor de naam Bergenshuizen: het was daar heuvelachtig.
Op 28 juni 2011 is van de oudste boerderij uit 1388 door natuurgeweld het dak zwaar beschadigd, de gemeente Vught geeft hierop een sloopvergunning, volgens een buurtbewoner Jo van Berkel had dit nooit mogen gebeuren, vastgelegd in landelijk nieuws. Op 12 januari 2012 begon men met de sloop van de eeuwenoude boerderij, de oude buurschap wordt steeds verder ingekort, door uitbreiding van sportvelden van de gemeente Vught. Ten oosten staan nog oude boerderijen Hoeve de Bus en de Kikvors. Verder wordt de buurtschap omringd door de landgoederen Sparrendaal, Beukenhorst en Jagershagen.

## Verenigingsleven
Bergenshuizen heeft accommodaties voor voetbalverenigingen Zwaluw VFC en Real Lunet, hockeyvereniging MOP en tennisvereniging Bergenshuizen. Manege de Vughtse Hoeve werd in 2015 gesloten.

## Externe link

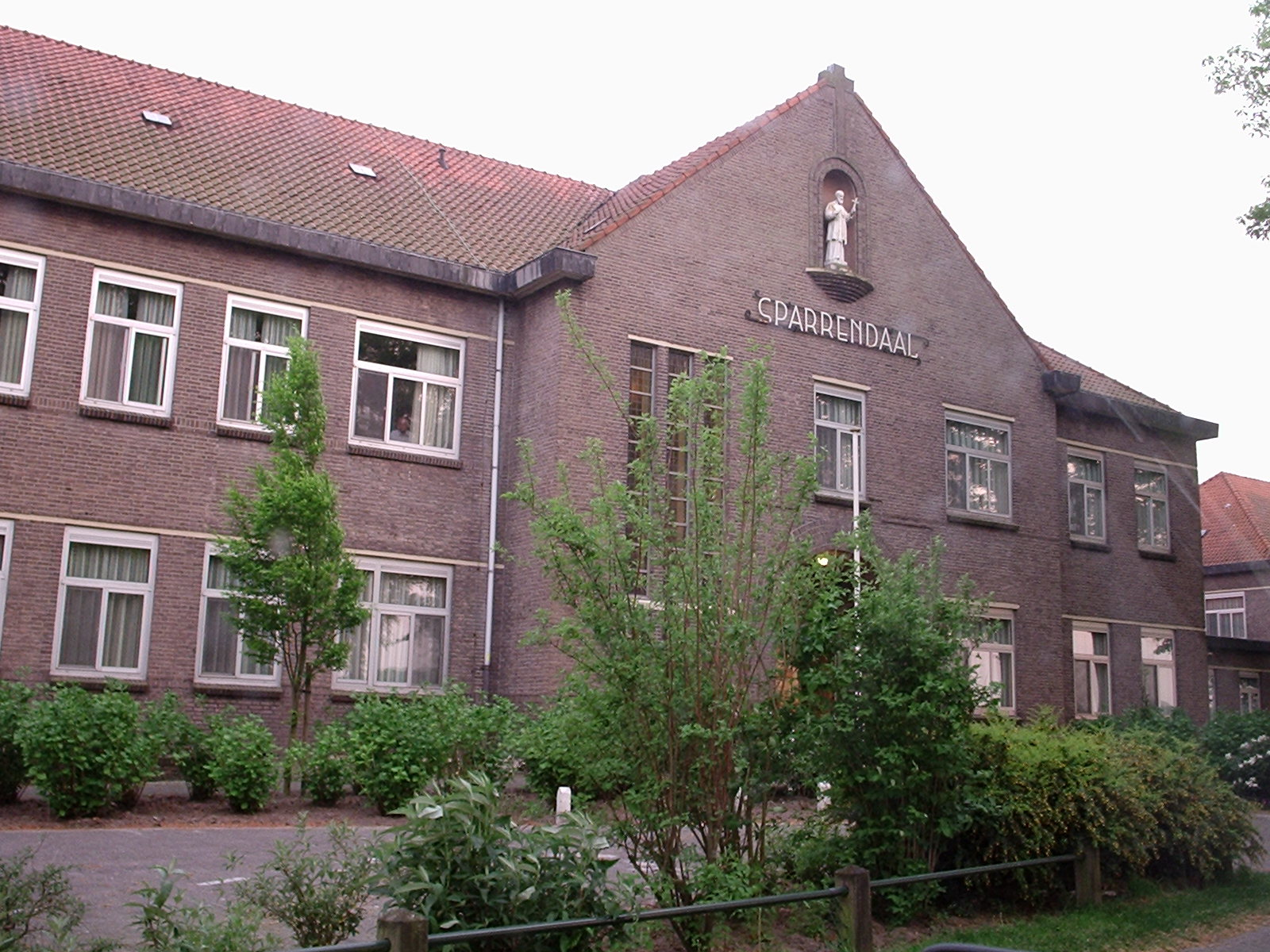
Klooster Sparrendaal